# O'Higgins (Buenos Aires)
O'Higgins é uma localidade do partido de Chacabuco, da Província de Buenos Aires, na Argentina. Possui uma população estimada em 1.331 habitantes (INDEC 2001).